# Sonet 7 (William Szekspir)

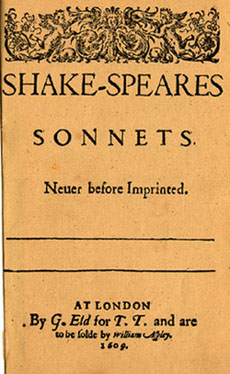
Strona tytułowa pierwszego wydania sonetów Shakespeare’a

Sonet 7 (Spójrz, gdy na wschodzie światłość pełna łaski) – jeden z cyklu sonetów autorstwa Williama Shakespeare’a.

## Treść
W utworze tym życie jest porównane do słońca:gdy wschodzi, wszyscy się nim zachwycają, podobnie, gdy jest w pełni. Gdy jednak zajdzie, ludzie odwracają od niego swój wzrok.
Podobne przemijanie według Szekspira czeka ludzi, którzy nie zostawią na ziemi śladu po sobie w postaci potomka.